# Coleophora flaviginella
Coleophora flaviginella é uma espécie de mariposa do gênero Coleophora pertencente à família Coleophoridae.